# 格林布里爾 (伊利諾伊州)
格林布里爾（英語：Green Brier）是位於美國伊利諾伊州克勞福德縣的一個非建制地區。該地的面積和人口皆未知。

## 地理
格林布里爾的座標為39°54′31″N 87°54′26″W / 39.90861°N 87.90722°W，而該地的平均海拔高度為137米（即449英尺）。